# Мадисон (Южная Дакота)
Ма́дисон (англ. Madison) — американский город в округе Лейк (Южная Дакота). Под названием Herman ведёт свою историю с 1880 года. По данным переписи 2010 года население составляло 6 474 человек. Код FIPS 46-40220, GNIS ID 1256295, ZIP-код 57042.

## Население
По данным переписи 2010 года население составляло 6 474 человек, в городе проживало 1 449 семей, находилось 2 627 домашних хозяйств и 2 848 строений с плотностью застройки 238,5 строения на км². Плотность населения 542,2 человека на км². Расовый состав населения: белые - 94,5%, афроамериканцы - 0,7%, коренные американцы (индейцы) - 0,9%, азиаты - 1,1%, представители других рас - 1,3%, представители двух или более рас - 1,5%. Испаноязычные составляли 2,4% населения. 
В 2000 году средний доход на домашнее хозяйство составлял $30 434 USD, средний доход на семью $39 745 USD. Мужчины имели средний доход $28 408 USD, женщины $20 965 USD. Средний доход на душу населения составлял $14 767 USD. Около 6,3% семей и 11,9% населения находятся за чертой бедности, включая 12,2% молодежи (до 18 лет) и 7,7% престарелых (старше 65 лет).